# موج اول
موج اول با نام قبلی  «اپیدمی» مجموعه تلویزیونی ایرانی به کارگردانی سیدامیرسجاد حسینی و تهیه کنندگی سعید کمانی که به کرونا و حواشی مربوط به آن از روزهای اول شیوع کرونا پرداخته است و بازیگرانی چون مهدی فخیم زاده، فریبا متخصص و محسن قصابیان در آن ایفای نقش کردند. این اولین سریال تلویزیونی محصول سال ۱۴۰۰ کشور ایران است که به نحوه ورود کرونا به ایران و شیوع در سراسر کشور پرداخته است.این سریال آخرین بازی زنده یاد سیامک اطلسی است.

## خلاصه داستان
موضوع و داستان موج اول درباره نحوه ورود و شیوع کرونا در روزهای اول است که در قسمت اول دیدیم که همه چیز با ورود هواپیما و جابجایی مسافران شروع شد و سرفه های مسافر تاکسی و اتوبوس و … نشانگر از ورود کرونا به ایران بود و پس از آن آمار بالای بستری و بیماری تنفسی مشکوک حاکی از این بود که کرونا به ایران رسیده، روزهای پر التهاب و سخت و تلخ برای مردم و کادر درمان و تا الان نیز درگیری افراد به کرونا ادامه دارد.

## بازیگران
- مهدی فخیم‌زاده
- فریبا متخصص
- محسن قصابیان
- سیامک اطلسی
- کوروش سلیمانی
- اصغر نقی‌زاده
- آتش تقی‌پور
- نیلوفر رجایی‌فر
- مهدی فریضه
- علی غلامی
- رهام افشارپور نوازنده تمبک
- روزبه اختری
- مسعود میرطاهر
- ابراهیم شجاعی
- عارف برهمن
- پروین ملکی
- احسان خان محمدی
- پریا ابراهیمی
- آرام احمری نیا
- ساخو آدم
- محمدرضا هلال زاده
- نسیم فارسی
- امیر آزاد
- نسترن ابراهیم زاده

## عوامل سازنده
- تهیه کننده: سعید کمانی
- مدیر فیلمبرداری : فرهاد محمودی
- مجری طرح : فاطمه مرادیان
- جانشین تهیه کننده : سیدمحمدحسین نبوی
- مدیر تولید : عباس دقاقی
- مدیر تدارکات : شهرام شفیعی
- تدوینگران: حسن صدخسروی، امیرحسین سلیمانی موید
- تیتراژ: رضا محمودی